# Liste der Naturdenkmale in Sonsbeck / Xanten
Naturdenkmale im Kreis Wesel im Landschaftsplan Sonsbeck und Xanten. Rechtskraft seit 27. Dezember 2004.
| Denkmal-Nummer | Ort / Lage                                                                                              | Bezeichnung des ND | Anzahl | Art                                                   | Eingetragen seit | Schutzgrund                                             | Beschreibung | Bild            |
| -------------- | --- | ------------------ | ------ | ----------------------------------------------------- | ---------------- | ------------------------------------------------------- | --- | --------------- |
| ND 1           | Xanten- Mörmterer Straße, am Vurtzhof, westlich von Wardt Karte                                         | Einzelbaum         | 1      | Stieleiche (Quercus robur)                            | 2004             | Seltenheit, Schönheit                                   | 23 m hohe Stieleiche, Stammumfang: 414 cm, Alter: ca. 210 Jahre | BW              |
| ND 2           | Xanten- In einem Gehölzstreifen an der Trajanstraße, am westlichen Stadtrand von Xanten Karte           | Einzelbaum         | 1      | Stieleiche (Quercus robur)                            | 2004             | Seltenheit, Schönheit, Eigenart                         | 18 m hohe Stieleiche, Stammumfang: 523 cm, Alter: ca. 300 Jahre | BW              |
| ND 3           | Sonsbeck- An der Straße Wallstrot, nördlich von Labbeck Karte                                           | Einzelbaum         | 1      | Hainbuche (Carpinus betulus)                          | 2004             | landeskundliche Gründe, Seltenheit, Eigenart, Schönheit | 15 m hohe Hainbuche, Stammumfang: 341 cm, Alter: ca. 280 Jahre | Fotos hochladen |
| ND 4           | Xanten- Am südwestlichen Waldrand der Hees, Philosophenweg Karte                                        | Quelle             | 1      | „Drususquelle“, Rheokrene                             | 2004             | Naturgeschichtliche Gründe, Seltenheit, Eigenart        | Quellbereich mit einer Fläche von 500 m² | Fotos hochladen |
| ND 5           | Xanten- In der Hees, am Parkplatz des Krankenhauses Karte                                               | Einzelbaum         | 1      | Robinie (Robinia pseudoacacia)                        | 2004             | Seltenheit, Schönheit                                   | 18 m hohe Robinie, Stammumfang: 464 cm, Alter: ca. 250 Jahre | BW              |
| ND 6           | Xanten- Uhlenbaumshof, westlich von Birten Karte                                                        | Einzelbaum         | 1      | Bergahorn (Acer pseudoplatanus)                       | 2004             | Seltenheit, Schönheit                                   | 25 m hohen Bergahorn, Stammumfang: 401 cm, Alter: ca. 200 Jahre | BW              |
| ND 7           | Xanten- Drei-Bäumchen-Berg, westlich von Birten Karte                                                   | Findling           | 3      | 1× Sandstein 1× Nordischer Gneis 1× Nordischer Granit | 2004             | Erdgeschichtliche Gründe, Seltenheit, Eigenart          | 0,35 m hoher Sandstein mit einer Größe von 1 × 1 m, 0,3 m hoher Nordischer Gneis mit einer Größe von 1,3 × 1,1 m und ein 0,45 m hoher Nordischer Granitstein mit einer Größe von 0,95 × 1,45 m, jeweils mit einem Alter von mehr als 1 Mio. Jahren. | BW              |
| ND 8           | Sonsbeck- Am Fürstgenskath, südöstlich Sonsbeck, nördlich der L 491 Karte                               | Einzelbaum         | 1      | Stieleiche (Quercus robur)                            | 2004             | Seltenheit, Eigenart, Schönheit                         | 22 m hohe Stieleiche, Stammumfang: 401 cm, Alter: ca. 200 Jahre | BW              |
| ND 9           | Sonsbeck- Am Geerhof, am nordwestlichen Waldrand des Winkelschen Busches, südlich von Sonsbeck Karte    | Einzelbaum         | 1      | Winterlinde (Tilia cordata)                           | 2004             | Seltenheit                                              | 23 m hohe Winterlinde, Stammumfang:493 cm, Alter: ca. 250 Jahre | BW              |
| ND 10          | Sonsbeck-Hamb An der Helmes Ley, südlich von Hamb (an der südlichen Plangebietsgrenze zu Geldern) Karte | Einzelbaum         | 1      | Stieleiche (Quercus robur)                            | 2004             | Seltenheit, Eigenart, Schönheit                         | 25 m hohe Stieleiche, Stammumfang von 439 cm, Alter: ca. 220 Jahre | BW              |
| ND 11          | Xanten- Am Bankschen Weg, westlich von Wardt Karte                                                      | Einzelbaum         | 1      | Stieleiche (Quercus robur)                            | 2004             | Seltenheit, Eigenart, Schönheit                         | 25 m hohe Stieleiche, Stammumfang: 505 cm, Alter: ca. 300 Jahre | Fotos hochladen |